# Gerhard Beetz
Gerhard Beetz (* 28. September 1918 in Mühlhausen/Thüringen; † 30. Oktober 2005 in Bensheim) war Generalsekretär des Evangelischen Bundes und erster Geschäftsführer des Konfessionskundlichen Instituts Bensheim.

## Leben
Als Sohn eines Schulleiters in Mühlhausen in der preußischen Provinz Sachsen geboren, wurde er im Zweiten Weltkrieg als Oberstleutnant im Generalstab in Rom eingesetzt. Nach dem Krieg studierte er Germanistik, Anglistik und Romanistik. Seine erste Ehe mit Hildegard Gertrud Burkhardt wurde nach vier Jahren (1947) geschieden.
Mit der Gründung des Konfessionskundliches Institut in Bensheim 1947 trat Gerhard Beetz seinen Dienst dort als einer von zunächst zwei, später bis zu zwanzig Mitarbeitern an. Aus den ersten hektographierten Verteilschriften der Nachkriegszeit erwuchsen in den folgenden Jahrzehnten mehrere Buchreihen und Zeitschriften, die er als Schriftleiter bzw. Herausgeber nachhaltig prägte, darunter die Taschenbuchreihe „Bensheimer Hefte“.
Gerhard Beetz wirkte als Vorsitzender des Kirchenvorstands der Evangelischen Stephanusgemeinde Bensheim, als Präses der Dekanatssynode des Dekanats Zwingenberg (heute: Bergstraße-Mitte), als Mitglied der Kirchensynode der EKHN und stellvertretendes Mitglied der EKD-Synode sowie in zahlreichen weiteren Gremien und Kommissionen.